# Modà
Modà – włoski zespół muzyczny, powstały w Mediolanie w 2002 roku z inicjatywy wokalisty rockowego Francesco „Kekko” Silvestre’a.

## Historia zespołu

### 2000-2003: Początki zespołu
Na początku 2000 roku Francesco Silvestre utworzył zespół Pop Doc wraz z Matteo Albertim i Enrico Palmosim. Skład grupy uzupełnił Paolo Bovi i w czteroosobowym składzie formacja zaczęła występować w lokalnych klubach muzycznych w północnych Włoszech. W 2001 roku Silvestre postanowił zmienić nazwę zespołu na Modà, wzorowaną na nazwie dyskoteki w Erbie. W tym samym roku grupa nagrała pierwsze dema, jednak w trakcie powstawania piosenek zespół opuścił Palmosi. W 2002 roku wokalista spotkał Diego Arrigoniego, który został gitarzystą zespołu. Wkrótce potem Stefano Forcella został basistą grupy, a Manuel Signoretto jej perkusistą.

### 2003-2005:Via d’uscita, Festiwal Piosenki Włoskiej w San Remo
W maju 2003 zespół wydał swój pierwszy minialbum zatytułowany Via d’uscita. Podczas jednego z koncertów, Modà została zauważona przez Marco Sfratato, który zaprosił ich do współpracy z dyrektorem niezależnej wytwórni płytowej New Music, Pippo Landro. Nakładem wydawnictwa ukazał się pierwszy długogrający album zespołu Ti amo veramente, promowany singlem o tym samym tytule. Utwór znalazł się na 36. pozycji prowadzonej przez FIMI listy przebojów, a sam album uzyskał status złotej płyty.
Podczas 55. Festiwalu Piosenki Włoskiej w San Remo w marcu 2005 roku zespół zadebiutował w konkursie dla początkujących muzyków i wykonał utwór „Riesci a innamorarmi”. Utwór nie zdobył wyróżnienia, choć dotarł do 41. miejsca włoskiej listy przebojów.

### 2006-2009: Nowa wytwórnia płytowa,Quello che non ti ho detto
Występ na Festiwalu w San Remo spowodował problemy w kontaktach z ówczesną wytwórnią płytową, z powodu których zespół musiał zakończyć współpracę z New Music. Kolejnym wydawnictwem grupy zostało niezależne Around the Music. W 2006 roku Paolo Bovi opuścił zespół. Wkrótce potem grupa wydała album Quello che non ti ho detto promowany singlem o tym samym tytule, który dotarł do 4. miejsca włoskiej listy przebojów. W 2007 roku Matteo Alberti i Manuel Signoretti zrezygnowali z członkostwa w zespole i zostali zastąpieni przez Enrico Zapparoli’ego i Claudio Dirani’ego.

### Od 2010 roku:Viva i romantici, współpraca z Emmą Marrone
W 2010 roku zespół podpisał kontrakt z wydawnictwem Ultrasuoni. Pierwszym singlem powstałym przy współpracy z wytwórnią został utwór „Sono già solo”, który stał się przebojem, docierając do 2. miejsca włoskiej listy przebojów, na której utrzymywał się przez 28 tygodni. Singel uzyskał status podwójnej platynowej płyty. W październiku tego samego roku wydano kolejny singel „La notte”, który powtórzył sukces poprzedniego utworu pod względem popularności oraz ilości sprzedaży we Włoszech.
Zespół wziął udział w 61. Festiwalu Piosenki Włoskiej w San Remo w lutym 2011 roku, podczas którego dotarł do ścisłego finału konkursu z utworem „Arriverà” wykonywanym wraz z Emmą Marrone. Muzycy ostatecznie zajęli drugie miejsce, tuż za Roberto Vecchionim. Tuż po festiwalu ukazał się czwarty album zespołu Viva i romantici, który zadebiutował na samym szczycie zestawienia FIMI i utrzymywał pierwsze miejsce przez sześć tygodni z rzędu. Album uzyskał status diamentowej płyty za sprzedaż ponad 400 000 egzemplarzy. Popularność duetu z Emmą spowodowała wydanie kolejnego singla z wokalistką, „Come in un film”, który promował kompilacyjny album 2004-2014 – L’originale.

## Dyskografia

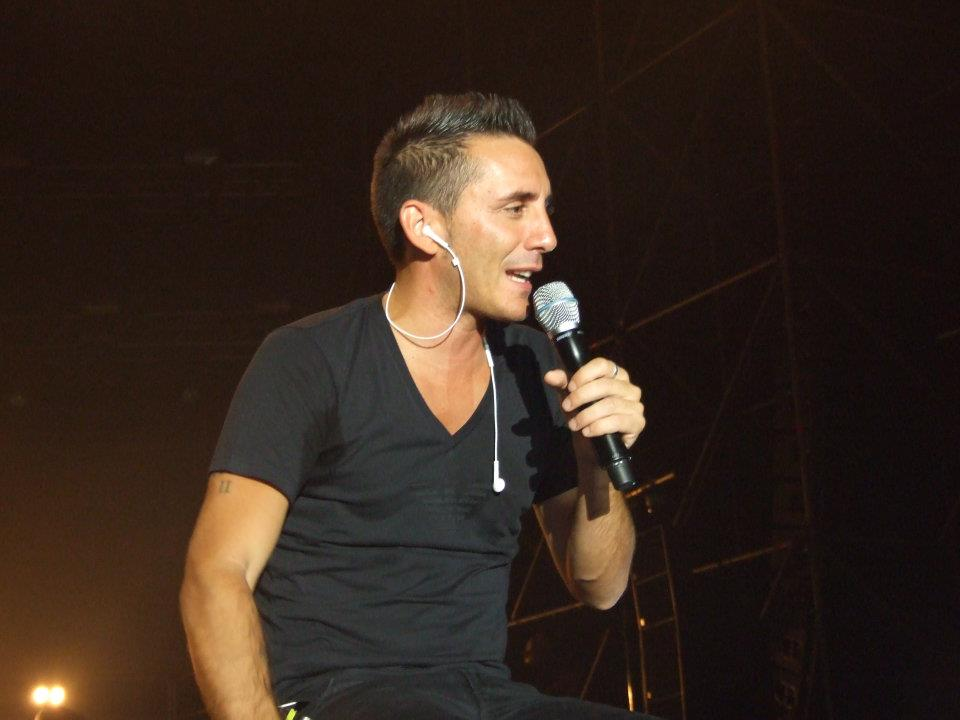
Francesco „Kekko” Silvestre w 2011 roku.

| Rok  | Dane dot. albumu                                                                    | Najwyższa pozycja na liście | Najwyższa pozycja na liście | Certyfikat                |
| Rok  | Dane dot. albumu                                                                    | ITA                         | BEL                         | Certyfikat                |
| ---- | ----------------------------------------------------------------------------------- | --------------------------- | --------------------------- | ------------------------- |
| 2004 | Ti amo veramente - Wydany: 15 października 2004 - Wytwórnia: New Music              | 28                          | –                           | - ITA: złota płyta        |
| 2006 | Quello che non ti ho detto - Wydany: 29 września 2006 - Wytwórnia: Around the Music | 14                          | –                           | - ITA: złota płyta        |
| 2008 | Sala d’attesa - Wydany: 23 maja 2008 - Wytwórnia: Around the Music                  | 19                          | –                           | - ITA: złota płyta        |
| 2011 | Viva i romantici - Wydany: 16 lutego 2011 - Wytwórnia: Ultrasuoni                   | 1                           | –                           | - ITA: diamentowa płyta   |
| 2013 | Gioia - Wydany: 14 lutego 2013 - Wytwórnia: Ultrasuoni                              | 1                           | 118                         | - ITA: 4x platynowa płyta |
| 2015 | Passione maledetta - Wydany: 27 listopada 2015 - Wytwórnia: Ultrasuoni              | 1                           | 149                         | - ITA: 3x platynowa płyta |